# Pseudo-Filigran
Pseudo-Filigran oder falsches Filigran wurde eine Technik der Schmuckherstellung mit Bronze als Werkstoff bezeichnet. Diese Schmuckherstellung war vom Ende der Frühlatène B I (ca. 380–250 v. Chr.) bis zum Beginn der Mittellatène C II (250–150 v. Chr.) gebräuchlich. Diese Technik wurde im Karpatenbecken und/oder in Mähren entwickelt und von den Ost-Kelten aus dem thrako-illyrischen Kulturkreis zusammen mit der Kunst der Granulation und der Pastillage über Mähren nach Bayern weitergegeben.

## Technik
Im Unterschied zur Filigranarbeit, die mit Edelmetallen arbeitet, kann Bronze praktisch nicht gelötet werden, deshalb wird beim Pseudo-Filigran der Guss in verlorener Form angewendet.
Die Werkstücke wurden entweder voll oder hohl gegossen und dann ziseliert. Die häufigsten Verzierungen sind Wellenlinien, Flechtbänder, Fischgrätmuster, Spiralen und Doppelspiralen. Diese Motive der „hervorgehobenen Linien“ sind auf Fibeln, vor allem vom Typus Bölcske, auf Armreifen und auf Gürtelhaken zu finden. Der Armring von Ludas (Ungarn) mit Pflanzenmotiven ist eine Pseudo-Filigran-Meisterleistung.
Die Fibel von Recy im Département Marne wird zusammen mit wenigen anderen Schmuckstücken als Beweis gesehen, dass auch bei den West-Kelten diese Technik bekannt war. Hier kam auch eine Kombination mit der Pastillage vor.

## Pastillage
Der Unterschied zwischen Pseudo-Filigran und Pastillage ist, dass hier kleine, oft übereinanderliegende Scheibchen in der verlorenen Form gegossen worden. Das Ergebnis erinnert dann eher an Granulation. Erfunden wurde diese Technik in der Mittellatènezeit (Beginn des 3. Jh. v. Chr.). Die Hauptfundorte derartiger Schmuckstücke liegen in Böhmen, Mähren, Slowakei, Ungarn, Rumänien und dem nördlichen Balkan.
Funde in der südlichen Champagne (Pogny, Département Marne), zum Beispiel ein dreifacher Torques (Halsring), weisen darauf hin, dass in der 2. Hälfte des 3. Jh. v. Chr. Kelten aus der Donaugegend hier eingewandert sind und diese Technik der Schmuckherstellung mitgebracht haben.
Die Kombination von Pastillage und Pseudo-Filigran entsteht durch Drähte, die die Pastillage-Muster umgeben.